# Бываловская
Бываловская — деревня в Устьянском районе Архангельской области. Входит в состав муниципального образования «Октябрьское».

## География
Деревня расположена в южной части Архангельской области, в таёжной зоне, в пределах северной части Русской равнины, на правом берегу реки Устья, притока Ваги. Ближайшие населённые пункты: на юге, на противоположном берегу реки, посёлок Октябрьский, на востоке деревня Верхняя Поржема.
Часовой пояс
Бываловская, как и вся Архангельская область, находится в часовой зоне МСК (московское время). Смещение применяемого времени относительно UTC составляет +3:00.

## Население
| 2002 | 2010 | 2012 |
| ---- | ---- | ---- |
| 14   | ↘12  | ↘10  |

## История
Указана в «Списке населённых мест по сведениям 1859 года» в составе 2-го стана Вельского уезда Вологодской губернии под номером «2431» как «Бываловская (Поржема средняя)». Насчитывала 25 дворов, 86 жителей мужского пола и 81 женского.
В материалах оценочно-статистического исследования земель Вельского уезда упомянуто, что в 1900 году в административном отношении деревня входила в состав Тарасонаволоцкого сельского общества Камкинской волости. На момент переписи в селении Поржема средняя (Бываловская) находилось 38 хозяйств, в которых проживало 113 жителей мужского пола и 120 женского.